# Неоабсолютизм
Термином неоабсолютизм обозначают помимо прочего форму правления в Австрийской империи в 1851-1860 годах, после подавления Мартовской революции, которая была ориентирована на провозглашение абсолютизма XVIII столетия и отличалась формальным отсутствием конституции и парламента. Завершение периода неоабсолютизма в Австрии было связано с принятием конституционных актов 1860—1861 годов — Октябрьского диплома, а затем Февральского патента.
Подобный период пережило также Королевство Пруссия и Франция в период Второй империи. Для этого феномена за пределами Австрии применяется термин поздний абсолютизм.
В России начала XX века формой правления также был неоабсолютизм. Изменения в государственном устройстве России (появление парламента, преобразование Совета министров) предопределяли необходимость реализации серьёзных политических преобразований. Но политическое переустройство Российской Империи не было завершено. Политическая система России не успела принять законченные конституционные очертания. Такая оценка характера российской государственности показывает, что реально в России начала XX века полноценного самодержавия уже не было, как не было и полноценной конституции.